# Valbo
Valbo est une paroisse de la province suédoise de Gästrikland, située sur le territoire de la commune de Gävle, dans le comté de Gävleborg. Sa superficie est de 666 hectares.

## Démographie
| Année      | 1891  | 1916   | 2006   |
| ---------- | ----- | ------ | ------ |
| Population | 7 483 | 11 159 | 13 020 |

## Lieux et monuments
- Tombes datant de l'âge du bronze
- Tumuli datant de l'âge du fer
- Présence de trois pierres runiques attribuées à Åsmund Kåresson (XIe siècle)
- Église du XIVe siècle agrandie en 1742-1743 et dotée d'une tour en 1777
- Tolvfors, fonderie créée en 1644 et lieu de naissance du botaniste Pehr Löfling

## Personnages célèbres
- Pehr Löfling (1729-1756): botaniste suédois né à Tolvfors le 31 janvier 1729
- Theodor Svedberg (1884-1971): lauréat du prix Nobel de chimie en 1926
- Nicklas Bäckström : joueur de hockey professionnel avec les  Capitals de Washington